# Polski Fiat 125p
De Polski Fiat 125p is een automodel dat tussen 1967 en 1991 in Polen werd geproduceerd door Fabryka Samochodów Osobowych, afgekort FSO, onder een licentie-overeenkomst met Fiat. Het was een vereenvoudigde versie van de Fiat 125, met motoren en techniek van de Fiat 1300/1500. Om het onderscheid tussen de modellen duidelijk te maken lieten Fiat en FSO de merknaam Polski Fiat herleven. Na het aflopen van de licentieovereenkomst kreeg de auto FSO als merknaam.

## Geschiedenis
De licentie-overeenkomst tussen Fiat en FSO werd getekend op 22 december 1965. De auto waar het om ging was een speciaal voor de productie in Polen samengesteld model, dat de carrosserie en het remsysteem van de nieuw geïntroduceerde Fiat 125 combineerde met de aandrijflijn en andere chassis-onderdelen van de verouderde Fiat 1300/1500. De FSO-fabriek moest omgebouwd worden om de assemblage van een moderne auto mogelijk te maken, daartoe werden machines uit West-Europa betrokken. De meer dan 100 bestaande FSO-leveranciers werden ook in het project betrokken, evenals andere fabrikanten uit Oost-Europa die Fiat-modellen in licentie assembleerden, zoals Zastava uit Joegoslavië en Lada uit de Sovjet-Unie. Het voorbereidingsproces kostte bijna twee jaar, de eerste Poolse auto's werden op 28 november 1967 uit Italiaanse onderdelen geassembleerd. Aan het eind van dat jaar waren ca. 75 auto's geassembleerd.

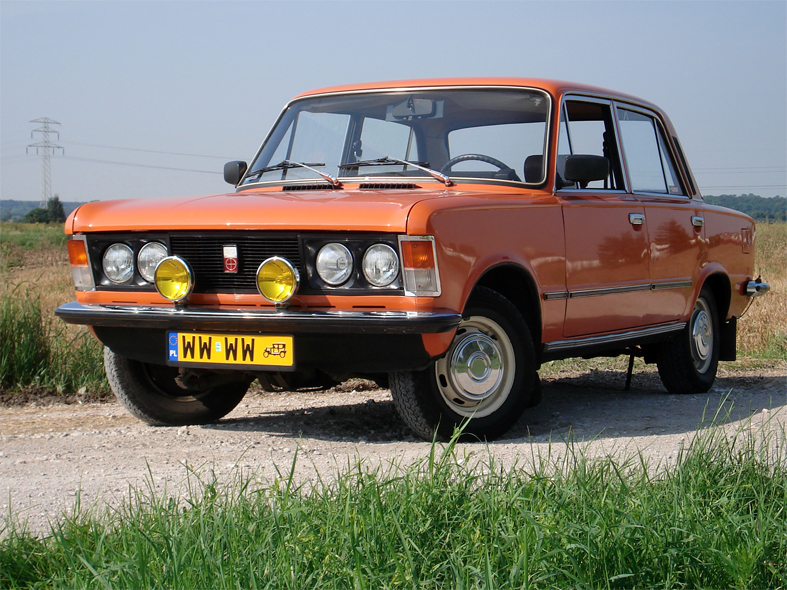
Polski Fiat 125p MR 75

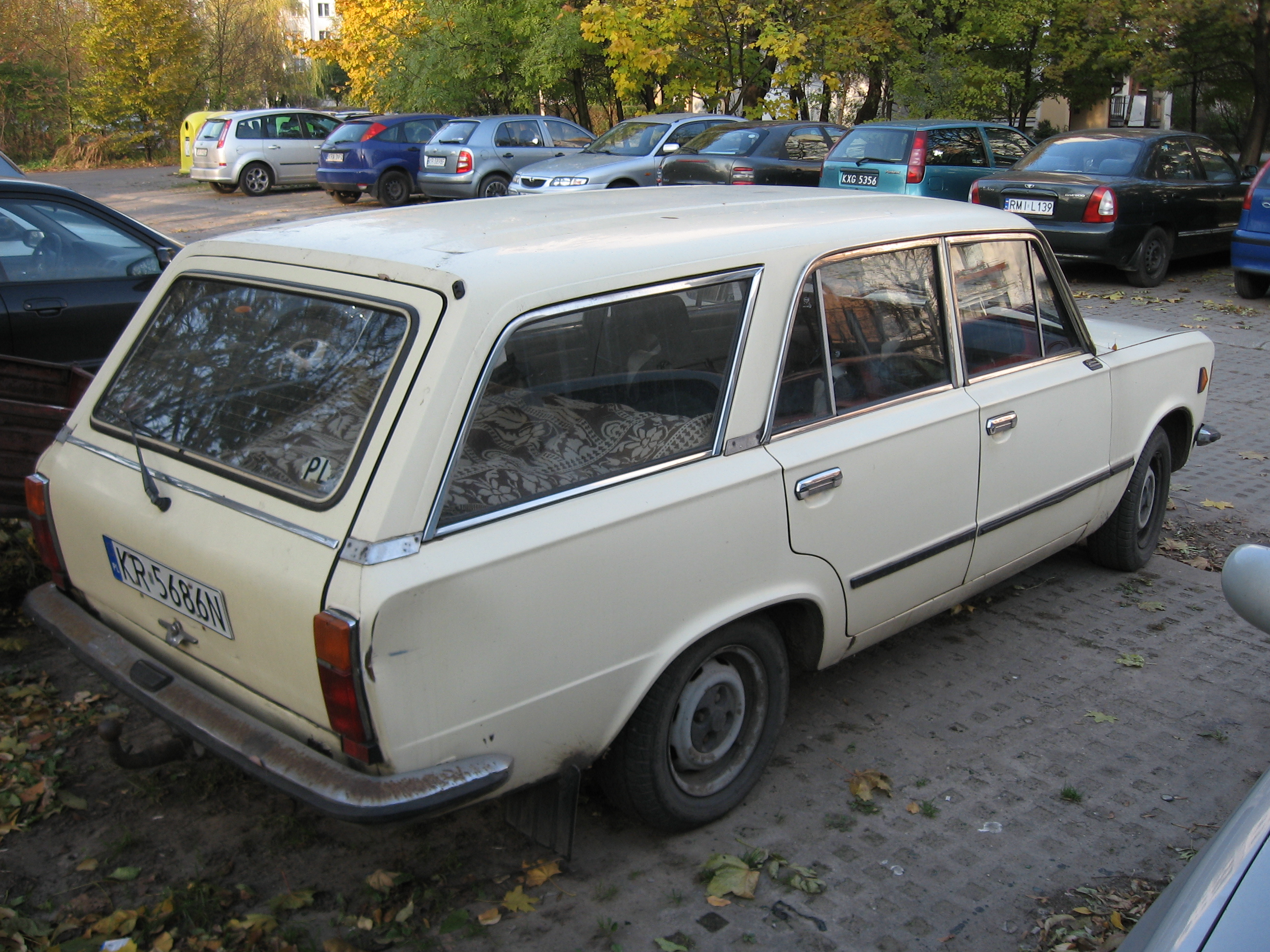
FSO 125p Kombi

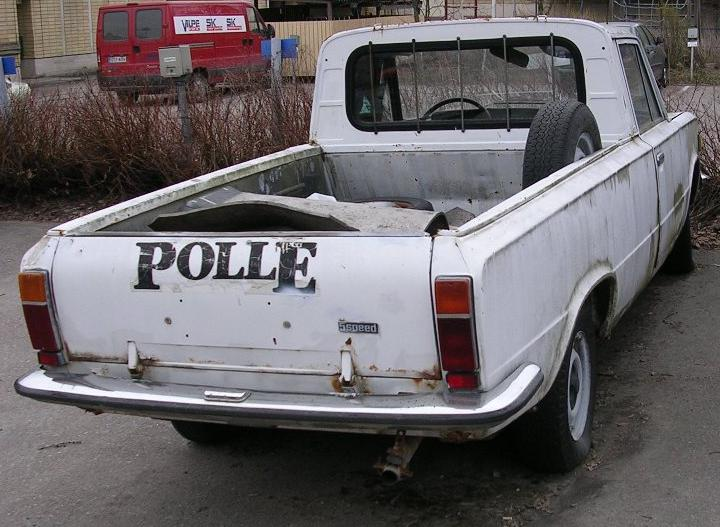
FSO Pick-up

De volledig eigen productie begon in 1968. Er waren twee versies, verschillend qua cilinderinhoud: 1300 (1295 cc, 60 pk/45 kW) of 1500 (1481 cc, 75 p /51.5 kW). Het 1300 model ging in 1968 in productie, de 1500 in 1969. De 1300 werd in de jaren tachtig uit productie genomen. Poolse auto's verschilden in detail van de Italiaanse exemplaren, het meest zichtbaar waren de vier ronde koplampen in plaats van vier vierkante, eenvoudiger bumpers en grille, oranjekleurige knipperlichten voor, eenvoudiger vormgegeven carrosserie en het oude Fiat 1300/1500-chassis en interieur. Een minder zichtbaar maar veiliger wijziging bij de Polski Fiat was de platte brandstoftank boven de achteras in plaats van Fiat's staande tank rechts achterin.
De Italiaanse Fiat 125-productie eindigde in 1972, vanaf dat moment werd het Poolse programma uitgebreid. De 125p wordt vanaf 1972 ook leverbaar als stationcar 125p Kombi, deze in het Verenigd Koninkrijk Estate genoemde uitvoering won daar in 1978 de "Estate Car of the Year" award. In 1972 werd ook een tweedeurs sportcoupé-prototype voorgesteld dat voor ca. 70% uit standaardonderdelen van de 125p bestond. Een cabriolet werd eveneens gepland maar nooit in productie genomen. In 1973 volgden de serieproductie van een pick-up en een gesloten bestelwagen met gedeelde achterklep, evenals speciale uitvoeringen voor de export.
In Joegoslavië werd bij Zastava de Zastava 125 PZ gemonteerd, die voor slechts 40% uit Poolse onderdelen bestond. De 125 PZ toonde veel overeenkomst met de Polski Fiat 125p, de reden daarvoor was dat Zastava en FSO nauw samenwerkten. De achterassen, sommige motordelen, een deel van de elektrische installatie en de koel- en verwarmingssystemen voor de Poolse Fiat werden gemaakt door Zastava. FSO leverde op zijn beurt aan Joegoslavië de voorwielophanging, het stuursysteem, de aandrijfas, complete motoren en zelfs kant-en-klare carrosserieën. Kortom, hier was sprake van de meest vergaande samenwerkingen in de Oost-Europese auto-industrie.
In 1973 en 1975 vonden kleine uiterlijke wijzigen plaats met de invoering van de modellen 125p MR 73 en MR 75. De verchroomde grille werd vervangen door een zwart plastic exemplaar, ook werden nieuwe richtingaanwijzers en grotere horizontale achterlichten geplaatst in plaats van twee dubbele verticale exemplaren. Verder een gemoderniseerd interieur met nieuw kunststof dashboard en moderner stuurwiel, strakkere wieldoppen en nieuwe bumpers met horizontale rubberstrip in plaats van staande rozetten. Het vermogen van beide motoren werd iets verhoogd.
Medio jaren zeventig waren ca. 1 miljoen 125p's van de band gerold, tot 1977 vonden meer dan 3500 constructiewijzigingen plaats. Nog meer modificaties vonden plaats na de serie-invoering van het nieuwe model FSO Polonez in 1978. Constructieve veranderingen werden in de regel aan beide modellen doorgevoerd.
Rond 1975 was de Polski Fiat 125p technisch al zo afwijkend van het al enige tijd uit productie zijde origineel dat de wagen niet meer goed in het Fiat-programma paste. In Nederland leidde dit ertoe, dat Fiat-importeur Leonard Lang de wagen overdeed aan Englebert, toentertijd ook Škoda-importeur. Ondanks alle wijzigingen veranderde het karakter van de wagen nauwelijks, hij maakte halverwege de jaren 70 een traditionele en ouderwetse indruk. Met name het bedieningsgemak en het comfort bleven achter in vergelijking met de concurrentie..

### FSO 125p
In 1977 werd de licentie van de 125p voor nog eens vijf jaar verlengd. Daarna werd het de fabrikant verboden de auto's nog langer Polski Fiat te noemen. Vanaf 1983 werd de auto geproduceerd als FSO 125p. De merknaam FSO was in 1978 al in gebruik genomen bij de introductie van de Polonez.
In 1981 kwam de FSO-import in handen van De Binckhorst Auto & Motor Import in Voorschoten, nadat Englebert in financiële moeilijkheden was gekomen. Men bood de 125p 1300 per 1 september 1983 aan voor 11.295 gulden (inclusief BTW). De 125p 1500 en 125p 1500 Combi kostten 11.995 respectievelijk 12.785 gulden.
Eind jaren tachtig kreeg de 125p zijn laatste opwaardering in de vorm van de aandrijflijn van de FSO Polonez en een nieuw instrumentenpaneel met ronde klokken in plaats van de klassieke lintteller. De motor had inmiddels elektronische ontsteking, terwijl hij in Nederland werd geleverd met een ongeregelde driewegkatalysator. Een vijfversnellingsbak was standaard maar verder was de wagen op veel punten nog gelijk aan het oorspronkelijke model uit de jaren 60. Men kon in feite bij deze wagen van een klassieker uit de showroom spreken.
In 1987 nam Abimex uit Ridderkerk de import over en haalde de gemoderniseerde 125p onder de naam FSO Classic naar Nederland. De Classic 1.5 SLE en de stationwagen Classic 1.5 Stw. werden in 1992 aangeboden voor 10.499 respectievelijk 12.999 gulden.
De laatste auto van dit model werd geproduceerd op 26 juni 1991. Op dat moment was het ontwerp 24 jaar oud en de gebruikte techniek in de basis 30 jaar oud met bescheiden wijzigingen. In totaal werden 1.445.689 exemplaren gebouwd.